# Mihail Vasiljevič Ostrogradski
Mihail Vasiljevič Ostrogradski (rusko Михаи́л Васи́льевич Острогра́дский, ukrajinsko Миха́йло Васи́льович Острогра́дський, latinizirano: Myhajlo Vasyl'ovyč Ostrograds'kyj), ukrajinski matematik, mehanik in fizik, * 24. september (12. september, julijanski koledar) 1801, vas Pašenivka, Kobeljakški ujezd, Poltavska gubernija, Ruski imperij (sedaj Kremenčuški rajon, Poltavska oblast, Ukrajina), † 1. januar (20. december) 1862 (1861), Poltava, Ruski imperij (sedaj Ukrajina).
Ostrogradski je bil študent Timofeja Osipovskega in velja za učenca Leonharda Eulerja, ki je bil tedaj vodilni matematik v imperialni Rusiji. V času od 1830-ih do 1860-ih je Ostrogradski veljal za priznanega vodilnega matematika v imperialni Rusiji. Bil je ustvarjalec prvih ruskih temeljnih učbenikov o nebesni in teoretični mehaniki. Od leta 1830 je bil stalni član Sanktpeterburške akademije znanosti. Pripadal je kozaški častniški rodbini Ostrogradskih, izhajajoče iz bunčuškega tovariša Ivana Ostrogradskega, ki je živel v 17. stoletju. Leta 2001 je UNESCO vključil Mihaila Ostrogradskega na seznam izjemnih matematikov sveta.

## Življenje
Rodil se je v vasi Pašenivka v družini Ostrogradskih na posestvu svojega očeta Vasilija Ivanoviča Ostrogradskega (*okoli 1770), plemiča srednjega razreda in skromnega posestnika. Njegova mati je bila Irina Andrejevna Sahno-Ustimovič (*1771). V družini je bilo pet otrok. Imel je dva brata, Osipa (*1796) in Andreja (*1808), ter dve sestri, Jeleno (*1795) in Marijo (*1800). Otroštvo je preživel v rodni vasi. Kot otrok je bil izjemno radoveden glede naravoslovnih pojavov, čeprav ni kazal želje po učenju. Že v zgodnji mladosti je pokazal veliko zanimanje za matematične izračune in je meril različne predmete: vozičke, drevesa, globino grap in vodnjakov. Leta 1809 so ga dodelili poltavski Hiši za izobraževanje revnih plemičev (šola in internat). V internatu, kjer se je učil mali Ostrogradski, je bil direktor Ivan Kotljarevski, avtor znamenite burleskne pesnitve Eneida, prevedena v maloruski jezik. V poltavski gubernijski gimnaziji je študiral med letoma 1814 in 1816, ko se je odločil postati vojak. Vendar pa sta se z očetom na poti v Sankt Peterburg, kjer naj bi se pridružil gardi, ustavila pri stricu, ki je Ostrogradskega prepričal, da naj vstopi na Imperialno univerzo v Harkovu. Častniško življenje je bilo drago, sama plača ga ni mogla preživeti, družina pa je imela malo denarja. Odločeno je bilo, da ga pripravijo za državno službo in mu dajo univerzitetno izobrazbo, brez katere bi bila njegova kariera omejena.
27. avgusta 1816 se je vpisal na Fizikalno-matematično fakulteto Imperialne univerze v Harkovu, kjer je prejel dobro matematično izobrazbo pri Andreju Pavlovskem (1789–1857) in Timofeju Osipovskem (1765–1832). Zanimanje za matematične vede se je oblikovalo pod vplivom univerzitetnega predavatelja Ivana Pavlovskega. Študiral je »odlično« in kot najboljšemu diplomantu 30. avgusta 1820 mu je 30. aprila 1821 univerzitetni svet podelil naziv kandidata znanosti za študij uporabne matematike. Vendar je reakcionarni del harkovskega profesorskega zbora z uporabo kazuistike uspel mlademu človeku odvzeti spričevalo kandidata znanosti. V iskanju pravice je mladenič še tretjič opravil potrebne izpite. Vendar minister za duhovne zadeve in javno šolstvo knez Aleksander Golicin (1773–1844) sklepa sveta ni hotel potrditi. Ostrogradskega so že četrtič povabili k opravljanju izpitov, če je želel pridobiti diplomo. K temu je pripomogla njegova »svobodna misel« in neobiskovanje predavanj iz bogoslovja in filozofije. Pravi razlog za samovoljno razveljavitev odločitve sveta je bil boj vlade z nekonformističnimi in revolucionarnimi stališči, ki so prevladovale med rusko inteligenco. Nacionalni izobraževalni sistem so vodili konzervativni birokrati, ki so na univerzah spodbujali kombinacijo pobožnosti in mistike. Ko so jeseni 1820 Osipovskega suspendirali na podlagi religijskih razlogov, je ogorčen Ostrogradski zavrnil ne le ponovno opravljanje izpitov, ampak tudi univerzitetno diplomo, ki je zahtevala, da se njegovo ime odstrani s seznamov nekdanjih študentov. Tako na tej univerzi nikoli ni prejel stopnje doktorata.
Zdelo se je, da je vse izgubljeno, in da je bila njegova kariera uničena. Vendar je nadarjeni mladenič odšel študirat matematiko v Pariz, čeprav v Rusiji tuje diplome niso bile pomembne. Od jeseni 1822 do 1826 se je izpopolnjeval na Sorboni, École polytechnique in študiral na Francoskem kolegiju v Parizu. Poslušal je predavanja André-Marieja Ampèra, Augustina Cauchyja, Pierre-Simona Laplacea, Siméon-Denisa Poissona, Josepha Fouriera, Louisa Poinsota, Adrien-Marieja Legendra, Jacquesa Bineta in drugih. Poznal je vodilne francoske matematike tistega časa, vključno s Cauchyjem, ki je odplačal njegove dolgove in mu zagotovil učiteljsko službo. Tu je začel objavljati svoja prva znanstvena dela. Zaradi svojega hitrega napredka in, ne da bi prejel akademske diplome, je pridobil prijateljstvo in spoštovanje starejših francoskih matematikov in svojih sodobnikov, vključno z Jacquesom Sturmom in Gabrielom Laméjem. Ostrogradski je kmalu naredil prve resne poskuse v matematiki, predvsem pa v integralnem računu, za kar je prejel posebno pohvalo od Cauchyja. Med letoma 1824 in 1827 je Ostrogradski pariški akademiji predstavil več člankov, ki so vsebovali pomembna nova odkritja v matematični fiziki in integralnem računu. Večina teh odkritij je bila vključena v njegove poznejše prispevke. Pariška akademija je leta 1832 izdala razprave o hidrodinamiki, posamezni rezultati v teoriji ostankov pa so se z njegovo odobritvijo pojavili v Cauchyjevih delih. Leta 1826 je Ostrogradski navedel in v splošnem dokazal izrek o divergenci, ki ga je odkril Lagrange leta 1762.:808–9:263–265 Kasneje ga je za posebne primere dokazal tudi Gauss v 1830-ih. Že leta 1813 je Gauss dokazal tudi nekaj posebnih primerov izreka.
V petem letu bivanja v Parizu je na Cauchyjevo pobudo prevzel mesto predavatelja matematike na Kolegiju Henrika IV. (sedaj Licej Henrika IV.), ki ga je opravljal v študijskem letu 1826–1827. Zaradi pomanjkanja sredstev je novembra 1827 zapustil Pariz, se peš vrnil v Rusijo in se spomladi 1828 naselil v Sankt Peterburgu. Po vrnitvi je bil kratek čas pod policijskim nadzorom. 29. decembra 1828 so ga izvolili za mlajšega akademika na Oddelku za uporabno matematiko. 11. avgusta 1830 so ga izvolili za izrednega, leta 1831 pa za stalnega člana Sanktpeterburške akademije znanosti. Njegovo delo na Akademiji znanosti ji je povrnilo sijaj v matematiki, ki ga je osvojila v 18. stoletju, a izgubila v prvi četrtini 19. V nekaj mesecih je na Akademiji znanosti predstavil tri prispevke. V prvem, o teoriji potenciala, je dal novo, točnejšo izpeljavo Poissonove enačbe za primer točke, ki leži znotraj ali na površini privlačne mase. Drugi je bil o teoriji toplote, tretji pa o teoriji dvojnih integralov. Vsi trije so bili leta 1831 objavljeni v Mémoires de l'Académie Impériale des sciences de Saint-Pétersbourg.
Maja 1830 je za krajši čas drugič obiskal Pariz. V mestu so bili tedaj ulični neredi in postavljene barikade. To je bila julijska revolucija leta 1830 in Ostrogradski si je proti koncu obiska resno poškodoval desno oko. Izgleda, da to ni bila posledica motenj, ampak je bil nepreviden s fosforjevo vžigalico. Na to oko je oslepel.
Leta 1831 se je na skrivaj pred staršema poročil s kurlandsko plemkinjo Marijo Vasiljevno fon Ljucau (Marie Charlotte Caroline Lutzau), pesnico in pevko, učenko Kupfferjevih. Spoznal jo je v hiši akademika Adolpha Kupfferja (Adolfa Kupferja). Imela sta sedem otrok –  šest hčera, Marijo (*1835), dvojčici Olgo (*1838) in Ano, Sofjo (*1845), Nadeždo (*1847), Vero (†1868) ter najstarejšega sina Viktorja (*1833).:536 Ostrogradski se je rad igral s svojimi otroki, z njimi po otroško skakal in tekel. Žena je dobro igrala glasbo, pela, pisala poezijo v nemščini. Ostrogradski je sočustvoval z njenim študijem in ga na vse mogoče načine spodbujal. Sam je dobro poznal književnost in je bil velik ljubitelj poezije, na pamet je poznal številna dela ruskih, ukrajinskih in francoskih pesnikov. Ni bil zagovornik omejevanja obsega ženskih dejavnosti le na gospodinjska opravila. Podpiral je kneginjo Evdokijo Golicino (1780–1850) pri njenem študiju matematike. S pohvalo je spregovoril o njenem eseju O analizi sile. Vendar ni pozdravil želje žensk po emancipaciji. Bil je jezen na brata Andreja, ker je svojim hčeram dovolil brati, na primer, Visarjona Belinskega. Ženske v vsem ni želel videti kot moškega.
Večino svojega poklicnega življenja je preživel v Sankt Peterburgu, kjer je imel pomembno vlogo pri poučevanju matematičnih ved. Bil je profesor na Imperialni univerzi v Sankt Peterburgu in Morskem kadetskem korpusu. Med letoma 1831 in 1862 je vodil Oddelek za uporabno matematiko na Inštitutu Korpusa železniških inženirjev. Kot redni profesor matematike na Glavnem pedagoškem inštitutu od leta 1832 je bil 16. januarja 1836 na predlog ministra za javno šolstvo izvoljen za državnega svetnika. V službo je stopil 29. (17.) decembra 1838. Od leta 1840 je poučeval na tedanji Glavni inženirski šoli Ruskega imperija, od leta 1841 na Glavni artilerijski šoli. Od leta 1847 je veliko dosegel kot glavni inšpektor za poučevanje matematičnih znanosti v vojaških šolah. Njegovi učbeniki osnovne in višje matematike so vključevali zelo zanimiv tečaj algebre in izvajanje teorije števil. Njegovi vzgojni nazori so bili v mnogih pogledih pred svojim časom, zlasti njegov program za vzgojo otrok med sedmim in dvanajstim letom.
Leta 1834 so ga izvolili za člana Ameriške akademije umetnosti in znanosti, leta 1841 je postal član Torinske akademije znanosti in leta 1853 rimske Nacionalne akademije dei Lincei. Leta 1856 so ga izvolili za dopisnega člana pariške akademije.
Pisal je v francoščini in ruščini.
V zadnjih mesecih svojega življenja je bil v Poltavi. Tu je praznoval svojo šestdeseletnico, imel je veliko načrtov. Umrl je v Poltavi leta 1862 v starosti 60 let, ko je poleti zbolel v vasi Dolgoje, Kobeljakški ujezd, Poltavska gubernija. Ko se je kopal, so opazili, da ima na hrbtu absces. Operirali so ga in odstranili absces, vendar se je njegovo zdravje hitro poslabšalo. Tri mesece po obletnici, je umrl zaradi pljučne paralize.
Ostrogradski je bil po obeh starših po izvoru Ukrajinec. Ker je bil veselega značaja, se je pogosto rad šalil s svojimi poslušalci, svoja predavanja in pogovore je prepletal s splošnimi razpravami o temah, ki niso bile povezane z izbrano temo. Znanstvenim študijem se je prepustil z impulzom in jih je pogosto pustil za bolj ali manj daljša obdobja. Bil je velik visok mož z močnim glasom. Njegov videz je bil precej grozen, zlasti po izgubi desnega očesa, vendar je imel vesel značaj in izjemno oster um. Strastno je ljubil svojo domovino, njene ljudi in njeno kulturo. Oboževal je klasično francosko in rusko literaturo, čeprav je bil njegov jezik doma vedno ukrajinski. Rad je recitiral Molièrove in Corneillove monologe, vendar je bil njegov najljubši pisatelj Taras Ševčenko, ukrajinski pesnik in pisatelj. Mnoga njegova dela je poznal na pamet in jih pogosto recitiral. Ševčenka je srečal leta 1858, ko ga je pesnik obiskal. Kar se tiče zmožnosti za glasbo, ki se pogosto srečuje med matematiki, ni imel posluha, vendar je užival v petju, kot se je spominjal njegov sin.
V svoji oporoki je navedel naj ga pokopljejo v domači vasi Pašenivka.

## Znanstveno delo
Glavna znanstvena dela Ostrogradskega se nanašajo na uporabne vidike matematične analize, mehanike, teorije magnetizma in verjetnostnega računa. Prispeval je tudi k algebri in teoriji števil. Največ je delal na matematičnih področjih variacijskega računa, integraciji algebrskih funkcij, geometrije, in področjih uporabne matematike, matematične fizike in klasične mehanike (hidrodinamika, teorija elastičnosti, toplota, elektrika)
V mehaniki so njegovi ključni prispevki pri gibanju elastičnega telesa in razvoju metod za integracijo enačb dinamike in moči tekočin, ki sledi delom Eulerja, Joseph-Louisa Lagrangea, Siméon-Denisa Poissona in Augustina Cauchyja.
Ostrogradski je objavil 40 del s področja matematične analize (infinitezimalni račun, integracija algebrskih funkcij), matematične fizike (diferencialna enačba porazdelitve toplote v tekočih trdnih snoveh), teoretične mehanike (načelo možnih premikov, variacijska načela mehanike, teorija trka, teorija elastičnosti, širjenje valovanja na površinskih tekočinah itd.), napisana predvsem v francoščini, objavljena v Razpravah in Biltenih Sanktpeterburške akademije znanosti. Ostrogradski velja za enega od ustanoviteljev sanktpeterburške matematične šole. Njegovo delo na teh področjih so v Moskvi nadaljevali: Nikolaj Brašman (1796–1866), Avgust Davidov (1823–1885), Fjodor Sludski (1841–1897) in še posebej Nikolaj Žukovski (1847–1921) ter njegov učenec Sergej Čapligin (1869–1942), in v Sankt Peterburgu: Osip Somov (1815–1876), Pafnuti Čebišov (1821–1894), Dimitrij Bobiljov (1842–1917), Aleksander Ljapunov (1857–1918), Gavril Suslov (1857–1935), Vladimir Steklov (1864–1926), Ivan Meščerski (1859–1935) in Aleksej Krilov (1863–1945).:169 Učenci Ostrogradskega so bili matematiki in inženirji: Ivan Višnegradski (1832–1895), Nikolaj Petrov (1836–1920), Dimitrij Žuravski (1821–1891), Jean de Colongue (1838–1901), Viktor Bunjakovski (1804–1889), Danil Delarju (1839–1905), Fjodor Čužov (1811–1877), Stanisław Kierbedź (1810–1899) in Jevgenij fon Bejer (????–1900).
Bil je znani popularizator znanstvenih spoznanj. Na lastne stroške je objavljal dela Eulerja, Gaussa in drugih. Bil je avtor številnih poljudnoznanstvenih člankov, učbenikov in izobraževalnih publikacij.
Ostrogradski ni cenil revolucionarnega dela Nikolaja Lobačevskega o neevklidski geometriji iz leta 1823 in ga je zavrnil, ko je bilo predloženo v objavo v Sanktpeterburški akademiji znanosti. Delo je bilo napisano v težkem jeziku, česar izjemni predavatelj in pripovedovalec Ostrogradski ni mogel nikomur oprostiti: »Avtor je očitno želel pisati tako, da ga ni bilo mogoče razumeti. Ta cilj je dosegel: večina knjige mi je ostala prav tako neznana, kot da je nikoli ne bi videl.« Kot strokovnjak za integralni račun Ostrogradski Lobačevskemu ni odpustil napake pri enem določenem integralu, izračunanem z uporabo neevklidske geometrije. Pravzaprav je bilo gradivo Lobačevskega v Kazanskem vestniku polno tiskarskih napak in tudi sam Ostrogradski je naredil napako. Končni odziv se je glasil: »Delo gospoda rektorja Lobačevskega je diskreditirano z napako, ... je neprevidno predstavljeno, ... zato si ne zasluži pozornosti Akademije.«
Leta 1836 je skupaj s Carlom Jacobijem in Eugèneom Catalanom razvil metodo zamenjave spremenljivk v večkratnih integralih. Neodvisno od Williama Hamiltona je odkril načelo najmanjše akcije (načelo Hamiltona in Ostrogradskega).

### Izrek o divergenci
Leta 1826 je Ostrogradski podal prvi splošni dokaz izreka o divergenci, ki ga je odkril Lagrange leta 1762.:808–9:263–265
Tudi Carl Friedrich Gauss je rabil ploskovne integrale pri raziskovanju gravitacijskega privlaka na (eliptični) sferoid leta 1813, ko je dokazal posebne primere izreka o divergenci. Leta 1833 in 1839 je dokazal dodatne posebne primere izreka. Ostrogradski je izrek dokazal v splošnem kot del svojih raziskav o pretoku toplote. Posebne primere so dokazali George Green leta 1828 v delu An Essay on the Application of Mathematical Analysis to the Theories of Electricity and Magnetism, Poisson leta 1824 v članku o elastičnosti:294–296 in Frédéric Sarrus leta 1828 v svojem delu o plavajočih telesih.
Izrek se lahko zapiše s pomočjo formule Ostrogradskega::131
{\displaystyle \iiint _{V}\left({\frac {\partial P}{\partial x}}+{\frac {\partial Q}{\partial y}}+{\frac {\partial R}{\partial z}}\right)\mathrm {d} x\,\mathrm {d} y\,\mathrm {d} z=\iint _{\Sigma }\left(P\,\mathrm {d} y\,\mathrm {d} z+Q\,\mathrm {d} x\,\mathrm {d} z+R\,\mathrm {d} x\,\mathrm {d} y\right)=\iint _{\Sigma }\left(P\cos \lambda +Q\cos \mu +R\cos \nu \right)\mathrm {d} \Sigma \!\,,}
kjer so {\displaystyle P,Q\!\,} in {\displaystyle R\!\,} odvedljive funkcije spremenljivk {\displaystyle x,y\!\,} in {\displaystyle z\!\,}, definirane v kompaktnem območju {\displaystyle V\!\,}, omejenem z gladko zaprto ploskvijo {\displaystyle \Sigma \!\,}, {\displaystyle \lambda \!\,}, {\displaystyle \mu \!\,} in {\displaystyle \nu \!\,} pa so koti, pod katerimi je zunanja normala na {\displaystyle \Sigma \!\,} glede na pozitivne osi {\displaystyle x,y\!\,} in {\displaystyle z\!\,}. {\displaystyle \mathrm {d} \Sigma \!\,} je površina elementa na {\displaystyle \Sigma \!\,}. Formula ime velik pomen v matematični fiziki, vektorski analizi in na drugih matematičnih področjih.:137 Izrek je v sodobni vektorski obliki zapisal Oliver Heaviside leta 1901, kjer je pretok vektorskega polja skozi zaprto površino izražen z integralom divergence tega polja s prostornino, ki jo zapira površina:
{\displaystyle \iiint _{V}\left(\mathbf {\nabla } \cdot \mathbf {F} \right)\,\mathrm {d} V=\iint _{\partial V}\!\!\!\!\!\!\!\!\!\!\!\!\!\!\subset \!\supset \;\left(\mathbf {F} \cdot \mathbf {n} \right)\,\mathrm {d} S\!\,.}

### Integracijska metoda
Njegova metoda integriranja racionalnih funkcij je zelo znana. Je metoda za integracijo racionalnih funkcij z več nereducibilnimi faktorji v imenovalcu. Omogoča uporabo samo algebrskih operacij za zmanjšanje problema integracije poljubne racionalne funkcije na problem integracije racionalne funkcije brez več korenov v imenovalcu. Metodo je Ostrogradski prvič predlagal 22. novembra 1844 na sestanku Oddelka za fiziko in matematiko Akademije znanosti, objavljeno naslednje leto v francoščini, članek je bil preveden v ruščino leta 1958.:470:471
Najprej se loči racionalni del integrala ulomljene racionalne funkcije, vsote racionalnega dela (algebrska funkcija) in transcendentnega dela (z logaritmom in arkus tangensom). Nato se določi racionalni del brez integriranja, dani integral pa se zapiše v obliki Ostrogradskega:
{\displaystyle \int {\frac {P(x)}{Q(x)}}\,\mathrm {d} x={\frac {P_{1}(x)}{Q_{1}(x)}}+\int {\frac {P_{2}(x)}{Q_{2}(x)}}\,\mathrm {d} x\!\,,}
kjer so {\displaystyle Q(x),\,Q_{1}(x),\,Q_{2}(x)\!\,} znani polinomi stopenj {\displaystyle q,q_{1},q_{2}\!\,}, {\displaystyle P(x)\!\,} znani polinom stopnje ne večje od {\displaystyle q-1\!\,}, in {\displaystyle P_{1}(x),\,P_{2}(x)\!\,} neznana polinoma stopenj ne večjih od {\displaystyle q_{1}-1\!\,} in {\displaystyle q_{2}-1\!\,}. Polinom {\displaystyle Q(x)\!\,} ima več različnih ali enakih ničel. Polinoma {\displaystyle P(x)\!\,} in {\displaystyle Q(x)\!\,} nimata skupnega faktorja ({\displaystyle D(P(x),Q(x))=1\!\,}).
{\displaystyle Q_{1}(x)\!\,} je največji skupni delitelj {\displaystyle Q(x)\!\,} in {\displaystyle \mathrm {d} Q(x)/\mathrm {d} x\!\,} ({\displaystyle Q_{1}(x)=D(Q(x),\mathrm {d} Q(x)/\mathrm {d} x)\!\,}). Ulomek {\displaystyle P_{2}(x)/Q_{2}(x)\!\,} je pravilen. Imenovalec preostalega integrala {\displaystyle Q_{2}(x)\!\,} se lahko izračuna iz enačbe {\displaystyle Q(x)=Q_{1}(x)\,Q_{2}(x)\!\,}.

### Nestabilnost Ostrogradskega
V uporabni matematiki je nestabilnost Ostrogradskega značilnost nekaterih rešitev teorij, ki imajo enačbe gibanja z več kot dvema časovnima odvodoma (teorije višjih odvodov). Ostrogradski jo je leta 1850 predlagal kot izrek v klasični mehaniki, po katerem nedegenerirana Lagrangeeva funkcija (pogoj {\displaystyle \partial ^{2}{\mathcal {L}}/\partial {\dot {x}}^{2}\neq 0\!\,}), ki je odvisna od časovnih odvodov, višjih od prvega, ustreza Hamiltonovi funkciji, neomejeni od spodaj. To pomeni, da lahko energija sistema zavzame poljubno negativno vrednost. Medtem ko tak sistem za prosto teorijo ni patološki, če je zvezan z normalnim sistemom s pozitivno energijo, se bo celoten sistem hitro razvil v vzbujanje pozitivne in negativne prostostne stopnje energije. Kot običajno je Hamiltonova funkcija povezana z Lagrangeevo preko Legendrove transformacije. Nestabilnost Ostrogradskega je bila predlagana kot razlaga, zakaj se zdi, da nobena diferencialna enačba višjega reda od dveh ne opisuje fizikalnih pojavov. Vendar pa izrek Ostrogradskega ne pomeni, da so vse rešitve teorij višjih odvodov nestabilne, saj je znanih veliko protiprimerov – na primer Pais-Uhlenbeckov oscilator.:4
Morda se zdi nenavadno, da Ostrogradski sam ni cenil pomena svoje konstrukcije za fundamentalno teorijo. Treba je omeniti, da so raziskovalci njegovega časa šele začeli vzpostavljati povezavo med energijskimi funkcionali in konceptom stabilnosti – kar je tedaj pomenilo odstotnost naraščajočih motenj. Pojem kvantnih fluktuacij s katerimi so raziskali vse motnje je bil desetletja stran, ključni vidik, da je vsa dinamika opisana s teorijami interakcijskega polja kontinuuma, pa je bil še dlje v prihodnosti.

### Formula Liouvilla in Ostrogradskega
Formula povezuje determinanto Wrońskega (wrońskian) z rešitvami diferencialne enačbe (ali sistema diferencialnih enačb) in koeficiente v tej enačbi. Če obstaja diferencialna enačba v obliki:
{\displaystyle y^{(n)}+P_{1}(x)y^{(n-1)}+P_{2}y^{(n-2)}+\ldots +P_{n}y=0\!\,,}
potem velja {\displaystyle W(x)=W(x_{0})Ce^{-\int _{x_{0}}^{x}P_{1}(x)\,\mathrm {d} x}\!\,}, kjer je {\displaystyle W(x)\!\,} – determinanta Wrońskega.

## Priznanja

### Poimenovanja
Leta 1997 je Nacionalna akademija znanosti Ukrajine (NAZU) ustanovila nagrado M. V. Ostrogradskega za izjemno znanstveno delo na področju matematike in matematičnih problemov mehanike. Od leta 2002 nagrado podeljuje Oddelek za matematiko NAZU za obdobje 3 let.
Po njem se od leta 2007 imenuje Nacionalna univerza Mihaila Ostrogradskega v Kremenčuku, največja univerza v Poltavski oblasti v Ukrajini.
Ulica Ostrogradskogo se imenuje po njem ulica v Poltavi.